# Drimys vaccinioides
Drimys vaccinioides är en tvåhjärtbladig växtart som beskrevs av Henry Nicholas Ridley. Drimys vaccinioides ingår i släktet Drimys och familjen Winteraceae. Inga underarter finns listade.